# Fédération internationale de la sclérose en plaques
 (novembre 2017).
La Fédération internationale de la sclérose en plaques (MSIF) a été créée en 1967 en tant qu'organe international reliant les activités des sociétés nationales de la SEP dans le monde.
La fédération cherche à travailler en partenariat mondial avec les sociétés membres et la communauté scientifique internationale pour éliminer la sclérose en plaques et ses conséquences, et pour parler au nom des personnes touchées par la sclérose en plaques.

## Objectifs
MSIF travaille pour atteindre son objectif à travers les priorités clés suivantes:
- Recherche internationale
- Développement de sociétés nouvelles et existantes
- Échange d'informations
- Plaidoyer

## Histoire
Depuis sa création en 1967, la MSIF est devenue un lien entre le travail de 43 sociétés membres de la  SEP dans le monde. MSIF est en contact avec de nombreuses autres sociétés émergentes et vise à soutenir toutes les sociétés de la SEP dans leur développement. La fédération dispose d'un budget d'environ 1 million de livres par an, la plupart des fonds provenant des sociétés membres et des fondations caritatives. Environ un quart des revenus provient de l'industrie des soins de santé.
En coopération avec l'Organisation mondiale de la santé, MSIF a publié la plus vaste source de données mondiales sur l'épidémiologie de la SEP: l'Atlas of MS.
Avec une équipe de Sociétés intéressées et membres de la SEP, MSIF soutient le Groupe d'étude international sur la SEP pédiatrique (IPMSSG), un groupe de professionnels médicaux de tous les continents travaillant pour améliorer le traitement des enfants atteints de SEP et entreprendre des recherches internationales sur la SEP chez les enfants.
Depuis mai 2009, MSIF a organisé une Journée mondiale de la sclérose en plaques, qui est maintenant soutenue par des organisations de la SEP dans au moins 47 pays. Le but de la journée est de «faire de la sensibilisation à la SEP comme un enjeu mondial et de recueillir des fonds pour soutenir le travail du mouvement mondial de la SEP, y compris la recherche sur la SEP». La Journée mondiale de la SEP est officiellement célébrée le dernier mercredi de mai de chaque année, bien que des événements et des campagnes aient lieu tout au long du mois de mai.

## Prix Charcot
Depuis 1969, la MSIF décerne le prix Charcot, en reconnaissance du travail de pionnier de Jean Martin Charcot qui a posé le premier diagnostic de sclérose en plaques en 1868, et est considéré par beaucoup comme le fondateur de la neurologie moderne. Ce prix biennal est décerné en reconnaissance d'une vie de recherche exceptionnelle sur la compréhension ou le traitement de la SEP. 
Le lauréat est invité à donner la conférence Charcot lors de la réunion de l'European Committee of Treatment and Research in MS (ECTRIMS) et lors de la réunion du Conseil de la MSIF. Le lauréat se voit également attribuer la somme de 1 500 £.
Parmi les lauréats figurent :
- 2015 : Giancarlo Comi
- 2017 : Per Soelberg Sørensen
- 2019 : Catherine Lubetzki[6].
- 2021 : Alan Thompson[7]